# Odhecaton (banda)
Para el libro de música renacentista publicado en 1501 por Ottaviano Petrucci, véase Harmonice Musices Odhecaton
Odhecaton es un grupo vocal italiano especializado en música renacentista fundado en 1998 por Paolo Da Col. 

## El grupo
El grupo se compone de conocidas voces italianas masculinas especializadas en polifonía renacentista y música del Barroco. También han contado de forma ocasional con instrumentistas especializados en el mismo repertorio como Bruce Dickey y Concerto Palatino, Gabriele Cassone, Liuwe Tamminga, Paolo Pandolfo, Jakob Lindberg y La Reverdie.
Interpretan principalmente obras de compositores italianos, franceses, franco-flamencos y españoles del siglo XV, como Nicolas Gombert, Heinrich Isaac, Josquin des Prés, Francisco de Peñalosa o Loyset Compère. Aun siendo este su repertorio principal, también han intervenido en producciones de obras musicales posteriores, como en la comedia madrigalista L'Amfiparnaso de Orazio Vecchi y en obras sacras de Gesualdo da Venosa.
En su corta carrera, han obtenido gran cantidad de premios internacionales, como el Diapason d'Or de l'année en 2003, los "5 diapasons", el "Choc" de Le Monde de la Musique, el "Disco del mese" de la revista italiana Amadeus y CD Classics y el "CD del año" de Goldberg Magazine. 
El nombre del grupo deriva de un libro de música renacentista llamado Harmonice Musices Odhecaton o simplemente "Odhecaton". Este libro fue publicado en 1501, en Venecia, por Ottaviano Petrucci y es una antología de canciones polifónicas seculares de compositores italianos y franco-flamencos activos en la Italia de finales del siglo XV y principios del XVI. Fue el primer libro de música impreso utilizando tipos móviles y tuvo una gran influencia en la publicación de obras musicales y en la diseminación del repertorio franco-flamenco.

## Discografía
- 1998 – Gombert: A la incoronation. Musiche per l'incoronazione imperiale di Carlo V, Bologna 1530. (Bongiovanni 5083).
- 2002 – Isaac: La Spagna. Mottetti e Missa per la corte di Lorenzo de' Medici. Musiche strumentali sulla melodia La Spagna. Con Paolo Pandolfo y Liuwe Tamminga. (Bongiovanni 5607).
- 2003 – Desprez: De Passione. Motets de Josquin, Obrecht, Compère et Weerbecke. (Assai 222 222).
- 2006 – Peñalosa: Un Libro de Horas de Isabel La Católica. (Bongiovanni 5623).
- 2009 – O gente brunette. (Ramée 0902).

En preparación:
- Loyset Compère: Missa Galeazescha. Junto con el Ensemble Pian & Forte y Gabriele Cassone, La Pifarescha, La Reverdie y Liuwe Tamminga.